# Patricia Martín
Patricia Martín Méndez (Ciudad de México) es curadora y escritora de arte. Ha concebido y dirigido tres de las fundaciones más importantes de arte contemporáneo en Latinoamérica: Fundación Jumex, Fundación Alumnos 47 y Fundación Casa Wabi. Además de crear la infraestructura para operar estas instituciones,  también fungió como curadora en jefe, directora de adquisiciones, desarrolló e impulsó los programas educativos, de patrocinios y de becas de las mismas.   
Estuvo a cargo de la Colección AXA México (2009-2015), así como del programa Residencias Cruzadas, Casa de Francia, México (2011-2014). Asimismo, ha curado de manera independiente múltiples exposiciones. 
Como docente ha impartido conferencias, cursos y seminarios en México, Costa Rica, Colombia, Argentina, España y Estados Unidos. Ha publicado ensayos, reseñas, artículos, y editado múltiples catálogos de arte. De 2013 a 2018, publicó semanalmente una columna especializada en arte contemporáneo y su conexión con la realidad sociopolítica local y global en el diario mexicano El Financiero.

## Proyectos Actuales
En 2017 creó Andamiaje, una plataforma digital que replantea el modo en el que opera el mercado del arte, fomentando de manera inédita la interacción entre coleccionistas, artistas consolidados y emergentes, con la finalidad de apoyar el trabajo de estos últimos.

## Fundación Casa Wabi
En 2014, Martín concibe el programa bajo el cual opera Fundación Casa Wabi. Un proyecto interdisciplinario cuyo objetivo fue crear un intercambio de ideas entre artistas nacionales e internacionales de diversas especialidades y las comunidades circundantes al proyecto, localizado en Costa Chica, Oaxaca, en el sur del Pacífico mexicano. Durante su gestión se creó un programa de residencias, un jardín escultórico y un robusto intercambio cultural comunitario, Martín logró en el primer año de funcionamiento y en tiempo absolutamente récord:
- La residencia de 53 artistas nacionales e internacionales, entre los que destacan: Antonio Bravo, Lawrance Carroll, Marilá Dardot, Carla Fernández, Simon Fujiwara, Gabriela Galván, Koo Jeong A, Gonzalo Lebrija, Kelly Loudenberg, Diego Quemada-Diez, Calixto Ramírez, Santiago Sierra, Noemí Vulpian, Richard Wentworth, Héctor Zamora.
- La realización de 52 talleres.
- 134 sesiones con las comunidades, con la participación de más de 869 personas de la zona.

A partir de su gestión, las comunidades adquirieron confianza para interactuar con la Fundación de manera proactiva y natural, impulsado programas de acuerdo a sus necesidades. 
Martín supervisó la exposición Two Rhythms For A Frieze de Daniel Buren (2014) y curó la exposición de Tierra Vaga de Michel François y Harold Ancart (2016). 
Dirigió Fundación Casa Wabi hasta principios de 2016. 

## Fundación Alumnos 47
Entre 2006 y 2010, Martín colaboró con Moisés Cosío estableciendo las bases para crear la Fundación Alumnos 47: una organización civil sin fines de lucro cuya misión fue estimular la creación, reflexión y promoción del arte contemporáneo nacional e internacional, a través de un organismo autónomo que funcionó como un laboratorio para la reflexión, investigación, formación y producción artística.

## Yvon Lambert
En 2005, a su salida de La Fundación Jumex, Martín se trasladó a Nueva York para dirigir el programa de la Galería Yvon Lambert. Permaneció ahí hasta 2007 para desarrollar el proyecto de reestructuración interna de la organización. Así, posicionó a la galería dentro del panorama del arte estadounidense, mientras apoya y promueve obra de los artistas representados por ésta. Bajo su dirección, la galería mostró exposiciones individuales de artistas como Joan Jonas, Mircea Cantor, Charles Sandison, y Sislej Xhafa.

## La Colección Jumex
En 1997, Martín comienza a imaginar lo que tres años más tarde se dio a conocer como La Colección Jumex, uno de los programas de arte contemporáneo más influyentes y visionarios de América Latina. De 1997 a 2005 fue directora y curadora en jefe; bajo su supervisión se construyó, al interior de la fábrica de jugos más importante de México, una sala de exposiciones, almacenes para el resguardo de las obras de arte y una biblioteca pública de arte contemporáneo, en donde se llevaron a cabo seminarios, talleres y diversos programas educativos. El trabajo de Martín, al interior de la fundación fue crucial para la difusión del arte contemporáneo mexicano en la escena global, así como para la inserción del arte internacional en la escena mexicana.
En palabras de Eugenio López Alonso, presidente de la Fundación, el trabajo de Martín en la Colección Jumex fue clave en la construcción de la Fundación Jumex: "Cuando empezamos la fundación, conocí a Patricia, que fue la primera comisaria de la Colección, y juntos planificamos un proyecto diferente, una aventura que desde entonces no ha dejado de crecer."
Dentro de La Colección Jumex, Martín promovió diálogos multinivel y multimodal en torno al arte contemporáneo, a través de acuerdos de colaboración con artistas, curadores, investigadores e instituciones públicas. En los ocho años que Martín estuvo a cargo de la evolución y el crecimiento de la colección de arte, adquirió más de 1,200 obras. Desde finales de 1990, incluyó obra importante de artistas contemporáneos como Tacita Dean, Thomas Demand, Rineke Dijkstra, Olafur Eliasson, Fischli & Weiss, Ceal Floyer, Dan Graham, Jenny Holzer, Bas Jan Ader, Donald Judd, Sarah Lucas, On Kawara, Rivane Neuenschwander y Robert Smithson, entre muchos otros. La mayor contribución de Martín fue su visión para reunir y exponer – junto a los artistas consolidados antes mencionados – obra de artistas contemporáneos mexicanos emergentes como Francis Alÿs, Daniel Guzmán, Teresa Margolles, Gabriel Orozco, Damián Ortega, Fernando Ortega, Ale de la Puente, Santiago Sierra, Melanie Smith y Pablo Vargas Lugo, entre muchos otros (que hoy son reconocidos y cuentan con exitosas trayectorias artísticas a nivel global). De esta manera, Martín hizo eclosionar un proceso donde la producción artística mexicana comenzó a estar entrelazada gradualmente con la escena artística internacional.

## Familia e inicios de su carrera
Martín es hija de un refugiado de la Guerra Civil Española en México y una mujer yucateca que desde temprana edad se volvió el sostén de su familia. 
Comenzó su carrera profesional como directora de arte para producciones de cine; trabajó en más de 40 proyectos relacionados con comerciales, videos musicales y películas, en México y en el extranjero. Para dar continuidad a su trabajo desde fuentes nuevas y diferentes, se trasladó a Reino Unido en 1994. 
Según Juan Villoro: "Estamos ante una drop-out de inquebrantable determinación que a los 19 años decidió poner en práctica la canción de los beatles 'She's Leaving Home'".
Se matriculó en el programa de maestría en arte de posguerra y contemporáneo en la Universidad de Mánchester, obtuvo su maestría en 1997. Entre 1995 y 1997 dirigió la investigación para el "30º aniversario" de Lisson Gallery en Londres. 
Villoro continua: "Cuando Patricia tomó el avión de regreso en 1997 se preguntó en medio de las nubes: '¿Qué diablos voy a hacer en México?' En la confusión absoluta tuvo una epifanía: 'Voy a hacer una colección privada de arte contemporáneo'. Sólo sabía eso: quería reunir arte sin apoyo oficial."
Patricia Martín está casada y tiene dos hijos. 

## Exposiciones
Exposiciones curadas por Martín en La Colección Jumex:
- Rodney Graham, Ecatepec, Edo. de México, México, 2005.
- Los usos de la imagen, fotografía filme y video en La Colección Jumex (co-curada con Carlos Basualdo), MALBA, Buenos Aires, Argentina. 2004.[4]
- Eden, Antiguo Colegio de San Ildefonso, Ciudad de México, México, 2003. Biblioteca Luis Ángel Arango, Bogotá, Colombia, 2004.[5]
- Thisplay, Ecatepec, Edo. de México, México, 2002.
- Exposición Inaugural de la Colección Jumex, Ecatepec, Edo. de México, México, 2001.
- 33 piezas, Museo de Arte Carrillo Gil, Ciudad de México, México, 1999.

Durante su dirección de la colección, Martín crea y coordina un programa de curaduría en el que invita a curadores nacionales e internacionales a realizar lecturas críticas de la Colección Jumex, tales como: 
- On Kawara, Conciencia, Meditación, Observador en las colinas, Jonathan Watkins, 2005.
- La Colmena, Guillermo Santamarina, 2004.
- Killing Time and Listening Between the Lines, Philippe Vergne & Douglas Fogle, 2003.
- The Theory of Leisure, Dan Cameron, 2002.

## Exposiciones independientes
Además su extensa labor con organizaciones e instituciones, Martín es una prolífera curadora independiente. Organiza exposiciones desde 1999, incluyendo:  
- Tierra Vaga, Michel François & Harold Ancart, Oaxaca, 2016.
- Naturaleza Humana: Ugo Rondinone, Museo Anahuacalli, Ciudad de México, México, 2014.
- Fischli & Weiss, Museo Tamayo, Ciudad de México, México, 2004.
- Strawberry Fields, Julie Becker, Mónica Espinosa, Freiderich Kunath, Henri Michaux, OPA, Guadalajara y CANAIA, Ciudad de México, 2004.
- Sunday Afternoon, 303 Gallery, Nueva York., Estados Unidos, 2002.
- Proyecto 4X: Francis Alÿs, Jonathan Hernández, Pedro Reyes & Laureana Toledo, Museo de las Artes de Guadalajara, Guadalajara, México, 2001.
- Aprendiendo menos, Gabriel Orozco, Fischli & Weiss, y Richard Wentworth, Centro de la Imagen, Ciudad de México, México. Biblioteca Luis Ángel Arango, Bogotá, Colombia, 2001.[6]
- 6 Young British Artists in LA International, Chac Mool Gallery, Los Ángeles, Estados Unidos,1999.